# 티베트 하우스

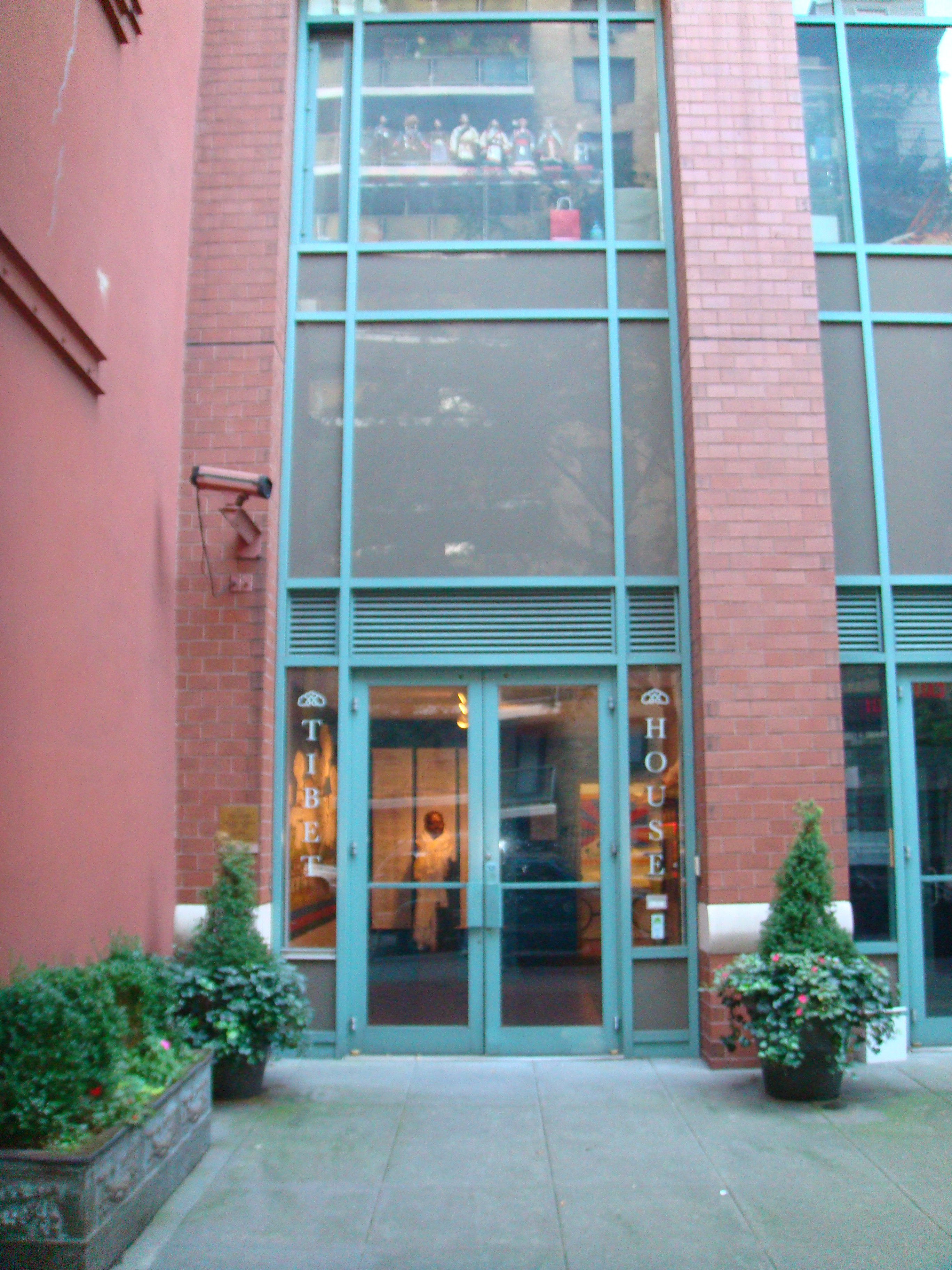
티베트 하우스

티베트 하우스(Tibet House)는 로버트 서먼과 리처드 기어가 중심이 되어 설립한 맨해튼의 연구소이다. 티베트 불교의 대중화를 목적으로 한다.

## 같이 보기
- 중앙 티베트 행정부
- 중화인민공화국의 티베트 합병
- 창두 전투